# Мюнстерское княжество-епископство
Мюнстерское княжество-епископство (нем. Hochstift Münster) — владетельное княжество-епископство со столицей в Мюнстере, входившее в состав Священной Римской империи. Возглавлял это государственное образование князь-епископ. C шестнадцатого по восемнадцатое столетие оно объединялось с одним или несколькими соседними духовными княжествами: Кёльна, Падерборна, Оснабрюка, Хильдесхайма и Льежским епископством.
С запада княжество граничило с Нидерландами, с юга — с графством Марк и герцогством Клеве, с востока — с княжествами-епископствами Падерборн и Оснабрюк, а с севера — с Восточной Фризией и княжеством Ольденбург.

## История
Мюнстерская епархия была учреждена Карлом Великим в 791 году к концу Саксонских войн как суффраган Кёльнского архиепископства.
Первым епископом стал Людгер, начавший работу в 787 году. Он был фанатичным миссионером, проповедовавшим в 5 фризийских «сотнях» или округах. Территория Мюнстерского диоцеза граничила с владениями Кёльнского и Утрехтского диоцезов, а с востока и северо-востока — землями епископства Оснабрюка. Епархия также включала районы, изолированные от большой части её территории, а именно — пять фризских сотен на более низком Эмсе (Hugmerki, Hunusgau, Fivelgau, Federitgau и Emsgau).
Из епископов Мюнстера, получившего при Оттоне IV права имперского княжества, выделяется Франц Вальдекский (1532—1553), успешно боровшийся с анабаптистами и протестантами.
В 1803 году при проведении германской медиатизации княжество Мюнстер, в котором жило 310 000 человек, было секуляризовано. Большая часть её восточных земель отошла к Пруссии. Другие части были розданы в качестве компенсации бывшим правителям княжеств западного Рейна: Аремберга, Бохольта и Круа. С 1807 по 1813 годы бывшее княжество Мюнстер входило в состав королевства Вестфальского.
В 1815 году Пруссии была дарована южная часть (Оберстифт), а Королевство Ганновер вместе с Ольденбургом стало обладателем северной (Нидерстифт).